# Đồng Phú (huyện)
Đồng Phú là một huyện thuộc tỉnh Bình Phước, Việt Nam.
Huyện nằm trong vùng kinh tế trọng điểm phía Nam, có thế mạnh về đất đai, tài nguyên, nguồn nhân lực, tiềm năng kinh tế đã và đang được khơi dậy, trong tương lai sẽ có những thành tựu đáng kể trong thời kỳ đẩy mạnh công nghiệp hoá, hiện đại hoá đất nước.

## Địa lý
Huyện Đồng Phú nằm ở phía đông nam của tỉnh Bình Phước, có vị trí địa lý:
- Phía đông giáp huyện Bù Đăng và huyện Vĩnh Cửu, tỉnh Đồng Nai
- Phía tây giáp thành phố Đồng Xoài, thị xã Chơn Thành và huyện Hớn Quản
- Phía nam giáp huyện Phú Giáo, tỉnh Bình Dương
- Phía bắc giáp huyện Phú Riềng.

Thành phố Đồng Xoài gần như nằm trọn trong lòng huyện

### Điều kiện tự nhiên

#### Địa hình
Nằm ở độ cao trung bình so với mặt nước biển khoảng 70 đến 120 mét, nơi cao nhất đạt hơn 330m. Đất đai chủ yếu là đất đỏ bazan, feralit nâu đỏ và một ít đất xám trên phù sa cổ, rất phù hợp với các loại cây công nghiệp dài ngày như cao su, hồ tiêu, điều, cà phê, mía… 

#### Khí hậu
Khí hậu điều hòa, mỗi năm có 2 mùa rõ rệt, thời tiết nóng ấm quanh năm với nhiệt độ trung bình hàng năm khoảng 27,8 °C; độ ẩm không khí cao và đều, rất ít khi chịu ảnh hưởng của gió bão thích hợp cho cây trồng và vật nuôi phát triển.

#### Sông ngòi
Địa bàn Đồng Phú được bao quanh bởi hai con sông lớn là Sông Bé và sông Đồng Nai, cùng với nhiều suối chảy qua như: suối Rạt, suối Nước Trong, suối Giai, suối Lam, suối Mã Đà và nhiều suối nhỏ với lưu lượng ít, rải rác ở khắp vùng trong huyện, đây là nguồn cung cấp nước rất quan trọng cho nhân dân sản xuất và sinh hoạt. 

#### Tài nguyên thiên nhiên
Rừng đồng phú có nhiều loại gỗ quý hiếm như Sao, Gõ đỏ, Giáng hương, Bằng lăng, Cẩm lai, và các loại lâm sản khác như lồ ô, tre, nứa, song, mây, các loại dược liệu. Nguồn: Tiên Sinh

## Hành chính
Huyện Đồng Phú có 11 đơn vị hành chính cấp xã trực thuộc, bao gồm thị trấn Tân Phú (huyện lỵ) và 10 xã gồm: Đồng Tâm, Đồng Tiến, Tân Hòa, Tân Hưng, Tân Lập, Tân Lợi, Tân Phước, Tân Tiến, Thuận Lợi, Thuận Phú.

## Lịch sử
Trước năm 1975, huyện Đồng Phú ngày nay vốn là quận Đôn Luân, tỉnh Phước Long, được thành lập ngày 24 tháng 7 năm 1961. Quận Đôn Luân có 4 tổng và 5 xã, quận lỵ đặt tại Đồng Xoài, xã Phước Thiện.
Sau năm 1975, quận Đôn Luân được chuyển đổi thành huyện Đồng Xoài.
Tháng 2 năm 1976, khi 3 tỉnh: Bình Dương, Bình Long và Phước Long sáp nhập thành tỉnh Sông Bé thì huyện Đồng Xoài thuộc tỉnh Sông Bé.
Ngày 11 tháng 3 năm 1977, huyện Đồng Phú được thành lập trên cơ sở sáp nhập 2 huyện Đồng Xoài và Phú Giáo. Khi mới thành lập, huyện có 11 xã trực thuộc, bao gồm các xã: An Bình, An Linh, Đồng Xoài, Phú Riềng, Phước Vĩnh, Tân Hiệp, Tân Hòa, Tân Hưng, Tân Lập, Tân Lợi và Tân Thành.
Ngày 4 tháng 7 năm 1988, Hội đồng Bộ Trưởng ban hành Quyết định số 112-HĐBT.Theo đó:
- Chia xã Phú Riềng thành hai xã: Phú Riềng và Thuận Lợi:
  - Xã Phú Riềng (mới) có ấp Đồng Tiến và ấp Đức Phú với 12.100 hécta diện tích tự nhiên và 1.591 nhân khẩu.
  - Xã Thuận Lợi có ấp Thuận Lợi với 14.800 hécta diện tích tự nhiên và 3.136 nhân khẩu.
- Sáp nhập xã Phú Riềng về huyện Phước Long quản lý (nay xã Phú Riềng thuộc huyện Phú Riềng).

Như vậy, huyện Đồng Phú có 11 xã trực thuộc, bao gồm các xã: An Bình, An Linh, Tân Hoà, Tân hưng, Tân Hiệp, Tân Thành, Tấn Lập, Tấn Lợi, Thuận Lợi, Đồng Xoài và Phước Vĩnh với 146.450 ha diện tích tự nhiên và 86.083 nhân khẩu.
Ngày 1 tháng 8 năm 1994, Chính phủ ban hành Nghị định 74-CP về việc:
- Thành lập thị trấn Phước Vĩnh trên cơ sở điều chỉnh một phần diện tích tự nhiên và dân số của xã Phước Vĩnh;
- Đổi tên xã Phước Vĩnh thành xã Vĩnh Hòa;
- Thành lập thị trấn Đồng Xoài trên cơ sở điều chỉnh một phần diện tích tự nhiên và dân số của xã Đồng Xoài;
- Đổi tên xã Đồng Xoài thành xã Đồng Tâm;
- Thành lập xã Tân Phước trên cơ sở điều chỉnh một phần diện tích tự nhiên và dân số của xã Tân Hưng.

Ngày 29 tháng 8 năm 1994, thành lập xã Phước Sang trên cơ sở điều chỉnh một phần diện tích tự nhiên và dân số của xã An Bình.
Đến cuối năm 1995, huyện Đồng Phú có 15 đơn vị hành chính, bao gồm 2 thị trấn: Đồng Xoài (huyện lỵ), Phước Vĩnh và 13 xã: An Bình, An Linh, Đồng Tâm, Phước Sang, Tân Hiệp, Tân Hòa, Tân Hưng, Tân Lập, Tân Lợi, Tân Phước, Tân Thành, Thuận Lợi, Vĩnh Hòa.
Ngày 6 tháng 11 năm 1996, tỉnh Sông Bé tách thành 2 tỉnh: Bình Phước và Bình Dương; đồng thời, sáp nhập thị trấn Phước Vĩnh và 5 xã: An Bình, An Linh, Phước Sang, Tân Hiệp, Vĩnh Hòa về huyện Tân Uyên, tỉnh Bình Dương quản lý (nay 6 đơn vị hành chính này thuộc huyện Phú Giáo). Tỉnh lỵ của tỉnh Bình Phước đặt tại thị trấn Đồng Xoài.
Huyện Đồng Phú có 9 đơn vị hành chính, bao gồm thị trấn Đồng Xoài và 8 xã: Đồng Tâm, Tân Hòa, Tân Lập, Tân Hưng, Tân Lợi, Tân Phước, Tân Thành, Thuận Lợi.
Ngày 01 tháng 9 năm 1999, Chính phủ ban hành Nghị định số 90/1999/NĐ-CP về việc thành lập thị xã Đồng Xoài (nay là thành phố Đồng Xoài) - tỉnh lỵ của tỉnh Bình Phước trên cơ sở toàn bộ diện tích và dân số của thị trấn Đồng Xoài; 8.028 ha diện tích tự nhiên và 10.816 nhân khẩu của xã Tân Thành; 689 ha diện tích tự nhiên và 2.387 nhân khẩu của xã Tân Phước; 120 ha diện tích tự nhiên và 394 nhân khẩu của xã Thuận Lợi và 5.200 ha diện tích tự nhiên và 7.361 nhân khẩu của xã Tân Hưng thuộc huyện Đồng Phú.
Huyện Đồng Phú có 92.906,50 ha diện tích tự nhiên và 58.528 nhân khẩu với 7 xã trực thuộc, bao gồm các xã: Thuận Lợi, Đồng Tâm, Tân Phước, Tân Hưng, Tân Lợi, Tân Hòa và Tân Lập.
Ngày 5 tháng 4 năm 2002, Chính Phủ ban hành Nghị định số 36/2002/NĐ-CP. Theo đó:
- Thành lập xã Thuận Phú trên cơ sở 8.735 ha diện tích tự nhiên và 10.253 nhân khẩu của xã Thuận Lợi;
- Thành lập xã Đồng Tiến thuộc trên cơ sở 5.210 ha diện tích tự nhiên và 9.686 nhân khẩu của xã Đồng Tâm;
- Thành lập xã Tân Tiến trên cơ sở 6.740 ha diện tích tự nhiên và 7.431 nhân khẩu của xã Tân Hòa.
- Thành lập thị trấn Tân Phú (thị trấn huyện lỵ) trên cơ sở 3.102 ha diện tích tự nhiên và 5.631 nhân khẩu của xã Tân Lợi.

Huyện Đồng Phú có 11 đơn vị hành chính cấp xã, bao gồm 1 thị trấn và 10 xã như hiện nay.

## Văn hóa
Đồng Phú có nhiều thành phần dân tộc cùng sinh sống (bao gồm 14 dân tộc anh em), dân cư tập trung từ mọi miền đất nước nên bản sắc văn hoá rất phong phú, đa dạng với nhiều loại hình văn hoá đặc sắc như: múa cồng chiêng, đi cà kheo (của người Xtiêng), lễ hội té nước (của người Khmer), hát quan họ, hát chèo, đờn ca tài tử (của người Kinh)… Nhưng truyền thống văn hoá lâu đời nhất ở Đồng Phú thuộc về người Xtiêng. Về tín ngưỡng, Đồng Phú có 6 tôn giáo lớn với 16.778 chức sắc, tín đồ, phật tử, chiếm 21,44% dân số của huyện.

## Giao thông
Là địa bàn có vị trí chiến lược hết sức quan trọng, có đường Quốc lộ 14, đường tỉnh 741 đi qua, đây là những con đường giao thông huyết mạch nối liền Đồng Phú với Tây Nguyên, Thành phố Hồ Chí Minh và nước bạn Campuchia. Bên cạnh đó còn có hàng trăm kilômét đường liên xã và đường tỉnh 753 nối liền với các xã trong huyện với nhau, rất thuận tiện cho việc giao thương, đi lại.